# Mandevilla stans
Mandevilla stans är en oleanderväxtart som först beskrevs av Asa Gray, och fick sitt nu gällande namn av J.K.Williams. Mandevilla stans ingår i släktet Mandevilla och familjen oleanderväxter. Inga underarter finns listade i Catalogue of Life.